# Paul Richard Kahleyß
Paul Richard Kahleyß, auch Kahleyss, (* 24. Dezember 1872 in Zerbst; † nach 1935) war ein deutscher Reichsgerichtsrat.

## Leben
1895 trat Kahleyß in den Staatsdienst ein. Er wurde im selben Jahr promoviert. Zum Gerichtsassessor wurde er 1904 ernannt. 1906 wurde er Amtsrichter in Treuenbrietzen. 1910 beförderte man ihn zum Landrichter in Halle/Saale. Oberlandesgerichtsrat in Breslau wurde er 1914. 1921 folgte die Ernennung zum stellvertretenden Präsidenten des Auflösungsamts für Familiengüter in Breslau. 1925 kam er zum Reichsgericht. Er war im IV. Strafsenat und im VI. Zivilsenat tätig. Er trat zwischen 1936 und 1938 in den Ruhestand.

## Schriften
- Die Bestimmungs- und Befristungsverbote des römischen Rechts, Diss. Leipzig 1895.